# Johann Gottlob Lehmann

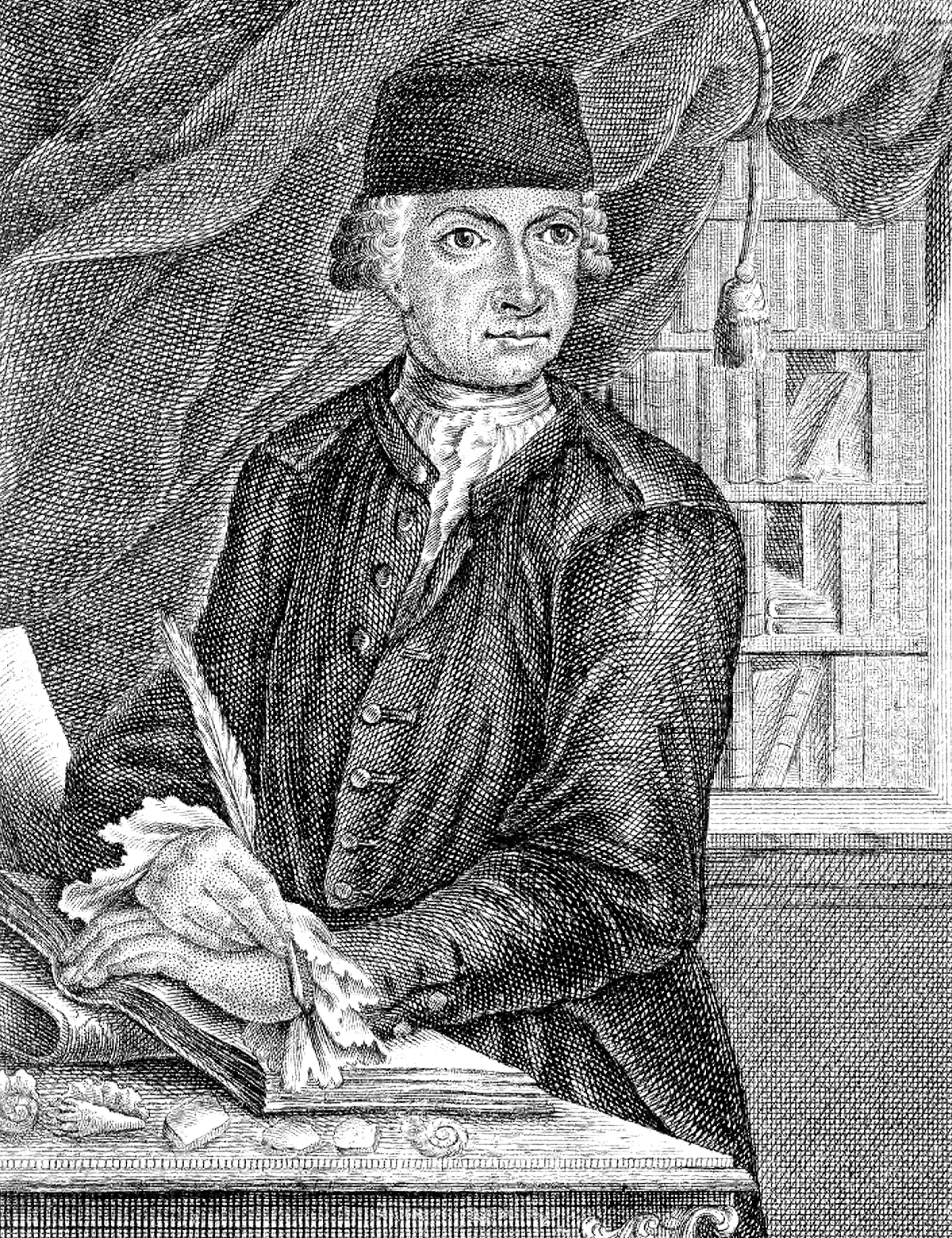
Lehmann (1761)

Johann Gottlob Lehmann (* 4. August 1719 in Langenhennersdorf bei Pirna; † 11. Januarjul. / 22. Januar 1767greg. in Sankt Petersburg) war ein deutscher Arzt, Mineraloge und Geologe.

## Leben

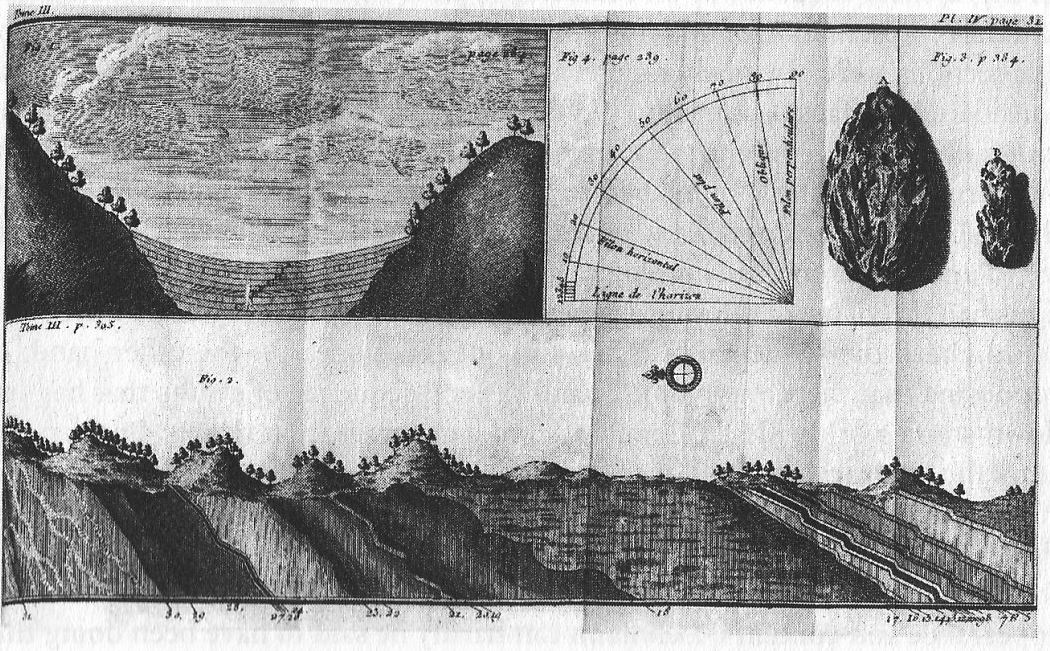
Lehmannsches Profil vom Südharzrand bei Ilfeld und Nordhausen (unten), 1756, gilt als erstes geologisches Profil überhaupt. Von Grauwacke (links) über Rotliegend und Zechstein bis Buntsandstein (rechts)

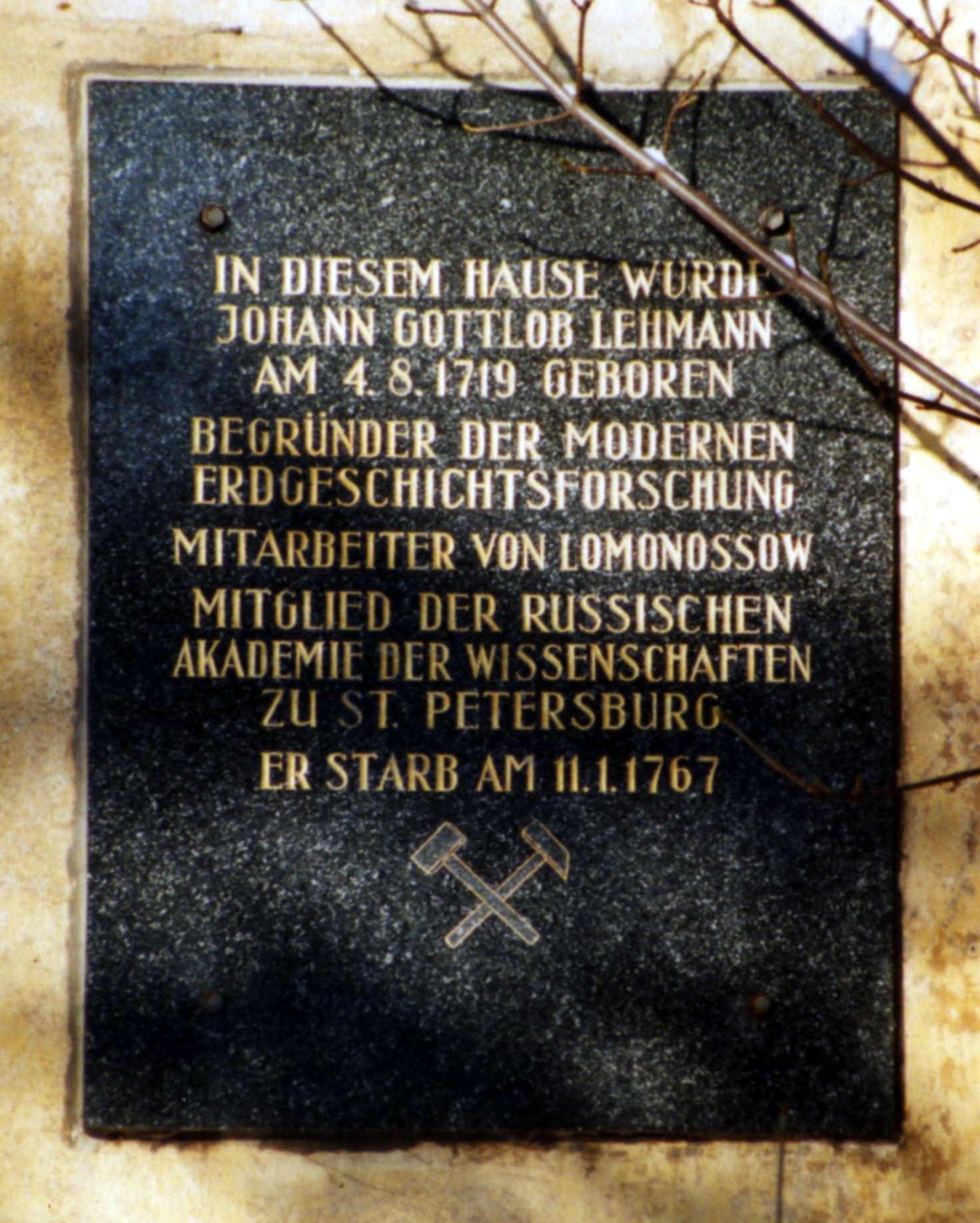
Gedenktafel an Lehmanns Geburtshaus in Langenhennersdorf

Johann Gottlob Lehmann war der Sohn des Rittergutspächters Martin Gottlob Lehmann († 1729) und dessen Ehefrau Johanna Theodora (1696–1767). Die Familie war Anhänger des lutherischen Glaubens und zog 1723 nach Dresden um. Seinen ersten Unterricht erhielt er von seinem Vater als Hauslehrer. Johann Gottlob besuchte die Landesschule Pforta, wo er 1735 für ein Semester eine Freistelle erhielt. Sein Studium begann er 1738 an der Universität Leipzig im Fachbereich Medizin und wechselte 1739 an die Universität Wittenberg, wo er im Hause seines Lehrers und Mentors Abraham Vater wohnte. Dabei widmete er sich besonders den Fachgebieten Chemie, Botanik, Anatomie und Physiologie. Im Jahre 1741 promovierte er nach seinem Examen zum Dr. med. Danach kehrte er nach Dresden zurück und praktizierte hier als Arzt. Angeregt von dem sächsischen Bergbau und mehreren Reisen nach Böhmen führte er neben seiner ärztlichen Tätigkeit zunehmend geologische Forschungen durch. Vor allem beschäftigten ihn dabei geologisch-mineralogische Themen. In Dresden gehörte er zu den Mitinitiatoren der Gelehrtengesellschaft der Stadt. Seine erste Veröffentlichung datiert auf das Jahr 1749 mit der Sammlung einiger Mineralogischen Merkwürdigkeiten des Plauischen Grundes bey Dresden.
Nach einigen beruflichen Enttäuschungen wechselte Johann Gottlob Lehmann dann 1750 nach Berlin, wo er im Auftrag des preußischen Königs Friedrich II. Bergwerke des Harzes besuchte. In dieser Zeit sind zahlreiche Aufsätze und Schriften entstanden, die er in den Physikalischen Belustigungen der Öffentlichkeit zugänglich machte. Im Regierungsauftrag bereiste er regelmäßig Bergbaubetriebe und bemühte sich, die dabei gesammelten Erfahrungen auf eine wissenschaftlich-theoretische Grundlage zu stellen. Im Ergebnis dieser Arbeiten wurde er 1754 zum Bergrat ernannt. Er hielt Vorlesungen in Bildungsinstitutionen und wurde 1754 in die Königlich Preußische Akademie der Wissenschaften aufgenommen. Im Jahre 1755 wurde er Direktor des Bergamts und Kupfer-Bergwerks Hasserode. Um seinen Horizont im Bereich des Bergbaus zu erweitern studierte er 1756 den Bergbau in Schlesien und wurde Mitglied der Akademie der nützlichen Wissenschaften in Erfurt.
Lehmann war einer der ersten Geologen, der Stärken und Lagerungsfolgen von Gesteinsschichten beobachtete und dokumentierte (etwas später tat dies auch Georg Christian Füchsel in Thüringen). Mit seinem Werk Versuch einer Geschichte von Flötz-Gebürgen, betreffend deren Entstehung, Lage, darinnen befindlichen Metallen, Mineralien und Foßilien (1756) gilt er damit als Begründer der Stratigraphie. Das von ihm aufgenommene Profil befand sich im Bere- und Zorge-Tal zwischen Ilfeld und Nordhausen am Südrand des Harzes und reichte von der Grauwacke des Oberdevon über Rotliegend und Zechstein bis zum Buntsandstein. Lehmann sah das Flözgebirge mit seinen Sedimenten als Ablagerung der Sintflut über dem ursprünglichen Ganggebirge. Dabei teilte er die Entstehungsgeschichte von Gebirgen in drei Hauptphasen ein. Sein Werk übte unmittelbar großen Einfluss aus und wurde 1759 in Paris ins Französische übersetzt (Essai d’une histoire naturelle des couches de la terre). Im gleichen Jahr gab er den „Entwurf einer Mineralogie“ als ein modernes Lehrbuch für Studienzwecke heraus.
Da er aber für seine wissenschaftliche Arbeit nur ungenügende Bezahlung erhielt, folgte Johann Gottlob Lehmann 1760 einem Ruf der russischen Zarin Katharina I. als Professor für Chemie und Direktor des Kaiserlichen Naturalienkabinetts nach St. Petersburg. Hier wurde er ordentliches Mitglied der dortigen kaiserlichen Akademie der Wissenschaften und 1766 Mitglied der Verwaltungs-Kommission der Akademie. Er reiste im Auftrag von Katharina II. zum Beispiel in den Ural. Im gleichen Jahr entdeckte Lehmann im Ural ein orange-rotes Bleichromat-Mineral (PbCrO4), das er Rotbleierz nannte. Für seine Leistungen wurde ihm der Titel eines Hofrates verliehen.
Johann Gottlob Lehmann war verheiratet mit Maria Rosina von Grünroth. Aus der Ehe gingen drei Kinder, 2 Töchter und ein Sohn, hervor. Sein Sohn Johann Christian (1756–1804) war Beamter im russischen Außenministerium. Am 11. Januar 1767 verstarb Johann Gottlob Lehmann in St. Petersburg. Dass sein Tod ursächlich durch einen Laborunfall in St. Petersburg ausgelöst wurde (ein Glas mit Arsenik soll zerbrochen sein), soll auf einem Missverständnis beruhen. In Sankt Petersburg war er Mitglied der Russischen Akademie der Wissenschaften.

## Schriften
In seinem Wissenschaftsleben gab Lehmann über 100 Schriften, Abhandlungen und Aufsätze (dabei sind die jeweiligen Übersetzungen ins Englisch, Französische und Russische mitgezählt) heraus. Dazu gehörten u. a.
- Sammlung einiger Mineralogischen Merkwürdigkeiten des Plauischen Grundes bey Dresden. 1749.[5]
- Abhandlung von den Metall-Müttern und der Erzeugung der Metalle aus der Naturlehre und Bergwerckswissenschaft hergeleitet und mit chymischen Versuchen erwiesen. Nicolai, Berlin 1753. (Digitalisat)
- Histoire de Chrysoprase de Kosemitz. In: Histoire de l'Academie Royale des Sciences. 1755, S. 202–214. (Digitalisat)
- Versuch einer Geschichte von Flötz-Gebürgen betreffend deren Entstehung, Lage, darinne befindliche Metallen, Mineralien und Foßilien größtentheils aus eigenen Wahrnehmungen und aus denen Grundsätzen der Natur-Lehre hergeleitet, und mit nöthigen Kupfern versehen. Berlin 1756 (Digitalisat Universität Heidelberg) (Digitalisat Universität Dresden) (Digitalisat und Volltext im Deutschen Textarchiv)
- Physicalische Gedancken von denen Ursachen derer Erdbeben und deren Fortpflantzung unter der Erden. Lange, Berlin 1757. (Digitalisat)
- Recherches chymiques sur une terre de souffre toute particulière, qu'on trouve près de Tarnowitz en Silésie. Haude & Spener, Berlin 1759. (Digitalisat)
- Kurtzer Entwurff einer Mineralogie. Berlin 1758. (Digitalisat)
- Cadmiologia oder Geschichte des Farben-Kobolds nach seinen Nahmen, Arten, Lagerstaedten darbey brechenden Metallen, Mineralien, Erzten und Steinen. 2 Bände. Wolterdorf, Königsberg 1760. (Digitalisat Bd. 1), (Digitalisat Bd. 2)
- Probierkunst. Erstausgabe 1761. (Digitalisat der 2. Aufl. 1775)
- Specimen Orographiae Generalis Tractus Montium Primarios Globum Nostrum Terraqueum Pervagantes Sistens. Akademie der Wissenschaften, St. Petersburg 1762. (Digitalisat)

## Ehrungen
- 1759 erhielt Lehmann einen Preis und die Mitgliedschaft der Society for the Encouragement of Arts, Manufactures and Commerce in London.
- Am 21. März 1976 wurde an Lehmanns Geburtshaus, dem damaligen Volksgut in Langenhennersdorf, eine vom Rat des Kreises Pirna gestiftete Gedenkplatte enthüllt.
- Am 2. April 1999 wurde der Asteroid (8203) Jogolehmann nach ihm benannt.